# Lien, Östergötland
Lien är en sjö i Finspångs kommun och Motala kommun i Östergötland och ingår i Motala ströms huvudavrinningsområde. Sjön har en area på 4,1 kvadratkilometer och ligger 55,4 meter över havet. Sjön avvattnas av vattendraget Skansån.

## Delavrinningsområde
Lien ingår i det delavrinningsområde (651586-148039) som SMHI kallar för Utloppet av Lien. Medelhöjden är 73 meter över havet och ytan är 32,38 kvadratkilometer. Räknas de 3 avrinningsområdena uppströms in blir den ackumulerade arean 85,57 kvadratkilometer. Skansån som avvattnar avrinningsområdet har biflödesordning 3, vilket innebär att vattnet flödar genom totalt 3 vattendrag innan det når havet efter 72 kilometer. Avrinningsområdet består mestadels av skog (40 procent), öppen mark (17 procent) och jordbruk (22 procent). Avrinningsområdet har 5,25 kvadratkilometer vattenytor vilket ger det en sjöprocent på 16,2 procent. Bebyggelsen i området täcker en yta av 0,82 kvadratkilometer eller 3 procent av avrinningsområdet.